# Kappa Leonis
Désignations
Kappa Leonis (κ Leonis, κ Leo) est une étoile binaire de la constellation du Lion. Sa magnitude apparente est de 4,46. D'après la mesure de sa parallaxe annuelle par le satellite Gaia, le système est situé à environ ∼ 200 a.l. (∼ 61,3 pc) de la Terre. Il s'éloigne du Système solaire à une vitesse radiale de +27,8 km/s.

## Nomenclature
κ Leonis, latinisé en Kappa Leonis, est la désignation de Bayer de l'étoile. Elle porte également la désignation de Flamsteed de 1 Leonis.
Minchir el-asad est le nom donné à Kappa Leonis par Johann Bode dans son Uranographia (1801), à partir de la transcription Minchir AlAsad donnée par Thomas Hyde (1665) dans sa traduction du سلطانی Zīğ-i Sulṭānī ou « Tables sultaniennes » d’Uluġ Bēg (1437) du traité d’Uluġ Bēg (1437). Le nom s’explique par l’arabe منخر الأسد Minḫir al-Asad, « le Mufle du Lion » qui correspond, dans la figure du « Superlion », au couple γ et δ Cnc.
Notons la variante Al Minliar al Asad, qui résulte d’une succession d’erreurs, d’abord l’ajout fautif de l’article Al- par Richard Hinckley Allen (1899), puis la méprise, chez les auteurs qui l’ont suivi, de la lettre /ḣ/, lue comme /li/ qu’Allen donne dans sa transcription, à savoir Al Minḣir al Asad.

## Propriétés
Kappa Leonis est une étoile géante rouge de type spectral K2IIIb. C'est une géante du red clump, ce qui indique qu'elle génère son énergie par la fusion de l'hélium dans son noyau. L'étoile est estimée être âgée de 4,33 milliards d'années et être 1,44 fois plus massive que le Soleil. Son rayon est 16 fois plus grand que le rayon solaire, elle est environ 89 fois plus lumineuse que le Soleil et sa température de surface est de 4 403 K.
Son compagnon, de magnitude 10,4, est localisé à 2,4 secondes d'arc d'elle. Les deux étoiles forment probablement une vraie étoile binaire.